# Кан, Яков Дмитриевич
Яков Дмитриевич Кан (род. 5 февраля 1951) — профессор кафедры урологии МГМСУ, доктор медицинских наук, сын Д. В. Кана. Ученик академика АМН РФ Н. А. Лопаткина и член-корреспондента АМН РФ Е. Б. Мазо.

## Биография
Учился в московской физико-математической школе № 444; победитель проводимых в МГУ математических олимпиад; школу окончил с медалью.

В 1974 г. окончил 2 Московский медицинский институт.
- 1974—1982 гг. — штатный ординатор урологической клиники 2 Московского медицинского института на базе Городской клинической больницы № 1.
- 1979 г. — защита кандидатской диссертации.
- 1982—1984 гг. — ассистент кафедры детской хирургии ММСИ.
- 1984—1990 гг. — доцент кафедры онкологии ММСИ, руководитель отделения онкоурологии.
- 1990 г. — защита докторской диссертации, тема: «Урологические осложнения лучевой терапии злокачественных новообразований органов таза»[1][2].

Дети: дочь Лилия Яковлевна, врач-стоматолог.

## Деятельность
- С 1987 г. принимает участие в международных урологических съездах, симпозиумах, конференциях.
- С 1990 г. — профессор кафедры урологии Московского Государственного Медико-стоматологического Университета (МГМСУ) на базе Городской клинической больницы № 50:

Лечебную деятельность мужских урологических отделений (1-го и 3-го), а также отделения литотрипсии курирует докт. мед. наук, проф. Яков Дмитриевич Кан. Наряду с заведующим кафедрой он привлекается к выполнению наиболее сложных оперативных вмешательств пациентам этих отделений
- С 1993 г. — основатель и руководитель отделения дистанционной литотрипсии Городской клинической больницы (ГКБ) № 50.
- Член Российской ассоциации урологии.
- Член Европейской ассоциации урологов.
- Член Международного общества эндоурологов.
- Член диссертационного совета К 208 041 01 при МГМСУ.
- Руководитель медицинского центра Пентамед[5]

Под руководством Я. Д. Кана защищено 7 (семь) диссертаций на соискание степени кандидата наук.

### Основные направления научно-практической деятельности
- лечение мочекаменной болезни,
- трансуретральная хирургия,
- малоинвазивные методы лечения доброкачественной гиперплазии предстательной железы.

## Публикации
Автор более 150 научных работ; пример:
- Кан Я. Д., Вишневский А. Е. Использование альфа-адреноблокаторов в лечении расстройств мочеиспускания у больных, перенесших оперативное лечение по поводу ДГПЖ. // Пленум Российского общества урологов : сборник. — Саратов, 1998. — С. 189.
- Кан Я. Д., Мисник А. В., Вишневский А. Е. Использование иммуномодулятора галавит у больных доброкачественной гиперплазией предстательной железы, сочетающейся с хроническим простатитом.// Материалы X Российского съезда урологов, Москва 2002, с. 118—119.[7]
- Мисник А. В., Кан Я. Д., Кочетов М. М. Использование иммуномодулятора галавит у больных доброкачественной гиперплазией предстательной железы, сочетающейся с хроническим простатитом.// Аллергология и иммунология. — 2003. — Т. 4. — № 2. — С. 145.[7]
- Кан Я.Д., Кириллов С.А, Тедеев В.В. Сравнительная оценка роторезекции и ТУР в лечении ДГПЖ. // Урология. — 2004. — № 4. — С. 58—61.
- Гришина Т. И., Кан Я. Д., Мисник А. В. Результаты исследования иммунного статуса у больных склерозом шейки мочевого пузыря.// Российский аллергологический журнал. — 2007. — № 3. — С. 336.[7]
- Я. Д. Кан, А. Зайцев, М. В. Соломатин. Внутрипузырная лазерная терапия в комплексном лечении больных с интерстициальным циститом. // Российский вестник акушера-гинеколога. — 2008. — Т. 8. — С. 26. — ISSN 1726-6122.
- Я. Д. Кан, И. А. Петров. Применение ботулинического нейротоксина для лечения симптомов обструкции нижних мочевых путей. Литературный обзор. // Андрология и генитальная хирургия. — 2009. — № 4. — С. 13—17. — ISSN 2070-9781.

## Интересные факты
- О Якове Дмитриевиче Кане рассказывается в опубликованном в 2006 году рассказе Григория Острова «Пластиковая уретра»[9]; рассказ был опубликован, в том числе, в Рунете[10][11][12].